# Jehle

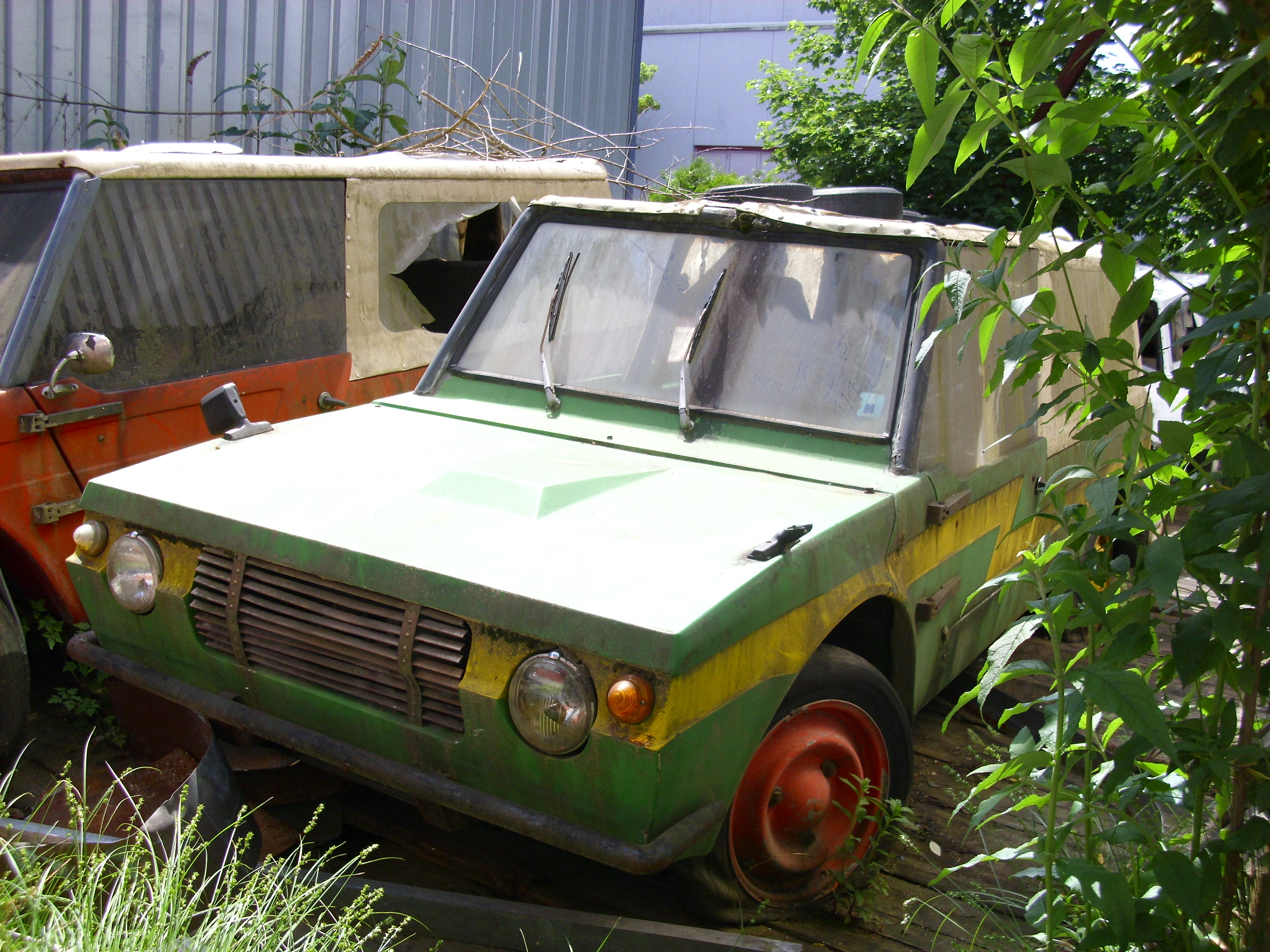
Jehle Safari

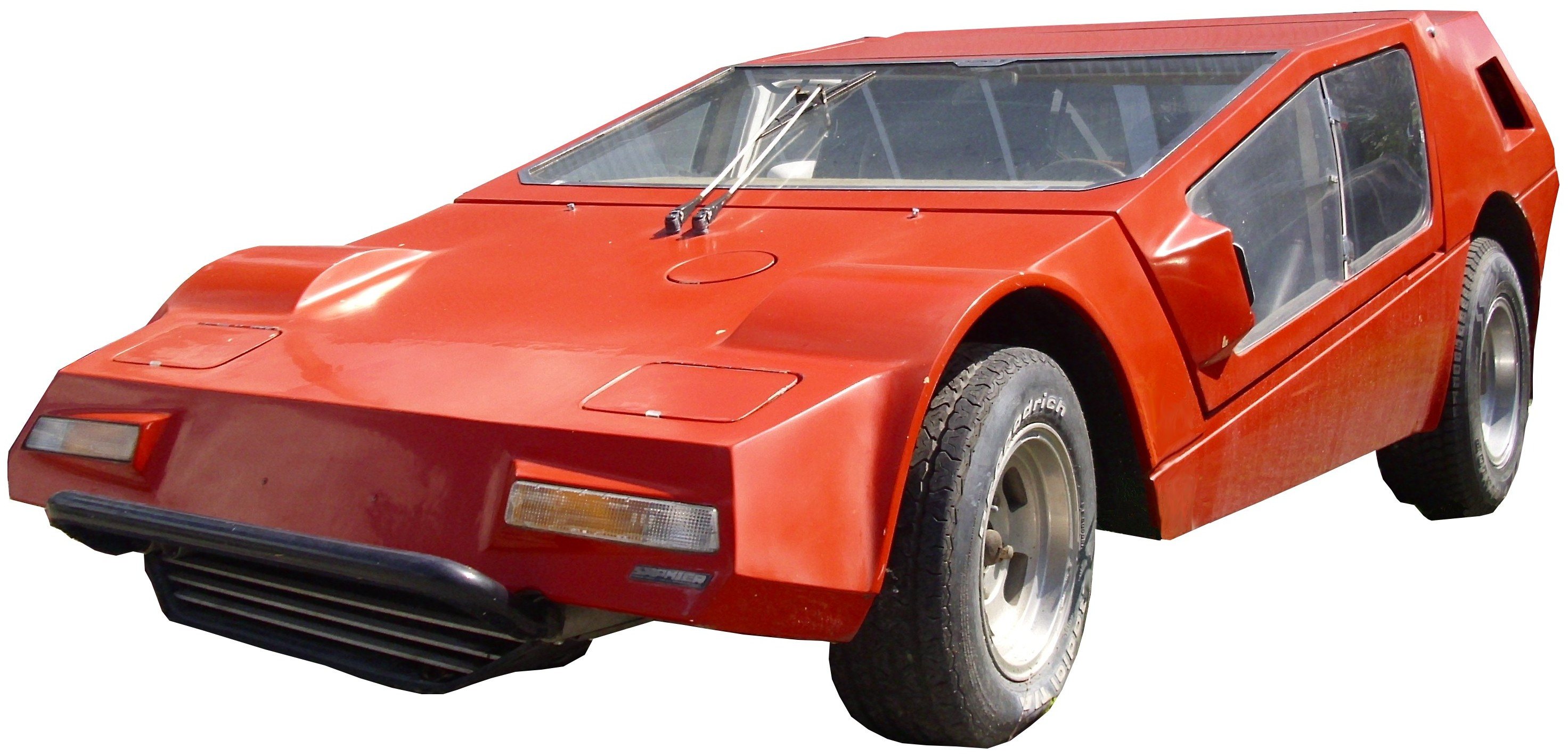
Jehle Saphier

Jehle – dawny liechtensteiński producent samochodów z siedzibą w Schaan działający w latach 1977–1991.

## Historia
Od 1977 roku przedsiębiorstwo zajmowało się produkcją krótkich serii samochodów sportowych o dużej mocy, wytwarzaniem silników oraz nadwozi i podwozi, a także pracami badawczo-rozwojowymi. Przedsiębiorstwo Jehle stworzyło samochody: Saphier, który bazował na podwoziu VW Beetle, Super Saphier oraz Artemis. Jednostką napędową samochodów był silnik V12 o pojemności 6,6 l. Jego moc w wersji podstawowej wynosiła 500 KM, mogła być jednak zwiększona do 1000 KM, a prędkość maksymalna miała wynosić 400 km/h. W 1991 roku produkcja samochodów została zakończona.

## Modele samochodów

### Historyczne
- Saphier (1984–1991)

### Studyjne
- Jehle Safari (1980)
- Jehle Artemis (1990)